# Que d'eau, que d'eau
Pour plus de détails, voir Fiche technique et Distribution.
Que d'eau, que d'eau (Well Worn Daffy) est un court métrage américain Looney Tunes de 1965 réalisé par Robert McKimson, mettant en scène Speedy Gonzales contre Daffy Duck.